# Гэнда, Тэссё
Тэссё Гэнда (яп. 玄田 哲章 Гэнда Тэссё:), урождённый Мицуо Ёкои (яп. 横居 光雄 Ёкои Мицуо, родился 20 мая 1948 года в префектуре Окаяма) — японский сэйю.

## Биография
Ещё в младших классах Гэнду всегда выбирали для участия в школьных постановках, учёба же не особо ему давалась. Поэтому Гэнда решил выбрать путь актёра и проконсультироваться по этому вопросу со своим школьным учителем. Учитель Гэнды был знакомым продюсера Toho. Он решил попробовать направить своего ученика в театральную школу Toho, если тот сможет убедить в своём выборе родителей. Родители дали добро, полагая, что за три года обучения их сын всё равно сдастся. Хотя Гэнда и прошёл обучение в театральном училище, в число лучших учеников он так и не вошёл. Кроме того, в то время, когда Гэнда выпустился из училища, киноиндустрия пребывала в упадке и могла предложить либо работу на телевидении, либо съемки в сериалах Toho. Попавший под влияние жанра сингэки Гэнда попытался вступить в известный театр Бунгакудза, но из тысячи кандидатов туда отбирали только двадцать человек, и Гэнда в их число не вошёл. По чистой случайности Гэнда узнал о театральной труппе Барадза, основанной Нати Нодзавой. Там он услышал, что можно неплохо заработать на аниме, после чего Нодзава свёл его с Сигэхару Сибой, и первой работой Гэнды стал Science Ninja Team Gatchaman.

## Позиции в Гран-при журнала Animage
- 1991 год — 20-е место в Гран-при журнала Animage, в номинации на лучшую мужскую роль[2]

## Роли в аниме
1976 год
- Blocker Gundan IV Machine Blaster (Исида)

1980 год
- Чудесное путешествие Нильса (ТВ) (Горго)
- Космический воин Балдиос (ТВ) (Лайтер Хокуто)

1981 год
- Hyakujuu Ou Golion (Цуёси Сэйдо)
- Доктор Сламп (ТВ-1) (Суппамен)
- Д'Артаньгав и три пса-мушкетера (Портос)
- Несносные пришельцы (ТВ) (Рэй / Курибаяси-сэнсэй)
- Космический воин Балдиос — Фильм (Лайтер Хокуто)

1983 год
- Mirai Keisatsu Urashiman (Стингер Вольф)
- Несносные пришельцы: Только ты (фильм #1) (Рэй)
- Миюки (Торао Наката)
- Soukou Kihei Votoms TV (Гон Нуу)
- Dallos (Доктор Маккой)

1984 год
- Juusenki L-Gaim (Семудж Шато)
- Кулак Северной Звезды (ТВ-1) (Галф / Спэйд)

1985 год
- Несносные пришельцы: Помни мою любовь (фильм #3) (Рэй)
- Area 88 OVA (Борис)
- Tatchi (Директор)
- Choujuu Kishin Dancougar (Герард)
- Один: Космический корабль «Звёздный свет» (Бергер)
- Urusei Yatsura OVA (Рэй)
- High School! Kimen-gumi (Го Рэйэцу)
- Fire Tripper (Акаума)

1986 год
- Жемчуг дракона (Сю);
- Мобильный воин ГАНДАМ Зета Два (Дезерт Роммель);
- Kenritsu Chikyuu Boueigun (Сукэкубо Такэй);
- Transformers: Scramble City Hatsudouhen (Конвой);
- Жестокий Джек OVA-1 (Джек);
- Project A-Ko (Шпион Ди);
- Saint Seiya (Альдебаран);
- Их было одиннадцать (Ганга);

1987 год
- Gakuen Tokusou Hikaruon (Кёсукэ Гоми);
- Кулак Северной Звезды (ТВ-2) (Сёки);
- City Hunter (Умибодзу);
- Akai Kodan Zillion (Борсарино (эп. 9));
- Трансформеры: Властоголовы (Конвой);
- To-y (Момо);
- Три мушкетера (ТВ) (Тревилль);
- 80 дней вокруг света с Вилли Фогом (Салибан);
- Kamen No Ninja Akakage (Сирокагэ / Голос за кадром);
- Человек-дьявол OVA-1 (Бокуто-Маса);
- Good Morning Althea (Николай);
- Жар-птица: Глава о Космосе (Капитан);

1988 год
- Несносные пришельцы: Последняя глава (фильм #5) (Рэй);
- Городской охотник 2 (Умибодзу);
- Маленькие спасатели (ТВ-1) (Рюдзимару);
- Заклинатель Кудзяку OVA-1 (Онимару (эп. 2-3));
- Драгонболл: Фильм третий (Сю);
- Акира (Рюсаку);
- Принцесса-вампир Мию OVA (Синма);
- Бей эйс! OVA-1 (Кацура);
- Легенда о героях Галактики OVA-1 (Карл-Густав Кемпф);
- Meimon! Daisan Yakyuubu (Такэси Кайдо);
- Ryuu Seiki (Сержант Сагара);
- Дьявольский Проект Зеораймер (Гисо);

1989 год
- Приключения Питера Пена (Альф);
- Три мушкетера — Фильм (Тревилль);
- Venus Wars (Джимс);
- Городской охотник (фильм первый) (Умибодзу);
- Голубоглазая Соннет (Дзин Кирю);
- Маленькие спасатели OVA-1 (Рюдзимару);
- Долгих лет жизни, предки! (Бунмэй);
- Angel Cop (Токава);
- Dash! Yonkuro (Данкуро Тода);
- Time-Patrol Bon (Гейра);
- Городской охотник 3 (Умибодзу);
- Бей эйс! OVA-2 (Кацура);

1990 год
- Teki wa Kaizoku: Neko-tachi no Kyouen (Лак Джубили);
- Маленькие спасатели OVA-2 (Рюдзиммару);
- Маленькие спасатели (ТВ-2) (Рюдзиммару);
- Maroko (Бунмэй);
- Sol Bianca (Доктор Дела Паз);
- Счастливое семейство Муми-троллей (Волшебник);
- Fushigi no Umi no Nadia (Редактор газеты);
- Кибер-город Оэдо 808 (Габимару Гогул Рикия);
- Летопись войн острова Лодосс OVA (Джебра);
- Городской охотник (фильм третий) (Умибодзу);
- Городской охотник (фильм второй) (Умибодзу);
- Shiawase no Katachi (Командир);
- Хаккэндэн: Легенда о Псах-Воинах (Кобунго Инуда);
- Меч правды (Мародзи);

1991 год
- Приключения русалочки Марины (Дадли);
- Wizardry (Хокуинд);
- Городской охотник 91 (Умибодзу);
- Honoo no Tenkousei (Ибуки Сабуро);
- Akai Hayate (Голос за кадром);
- Мобильный воин ГАНДАМ 0083: Память о Звездной пыли (Келли Лейзнер);
- Священная Риг-Веда (Комоку-тэн);
- Jungle Wars (Джунглевый папа);
- Легенда о Королях-Драконах (Синкай Сабуро);
- Уважаемый старший брат (ТВ) (Такэхико Хэмми);
- Kekkou Kamen (Сюваруцу Нэгатаро);
- Choujin Locke/Shin Sekai Sentai (Эно);
- Несносные пришельцы: Навсегда моя любимая (фильм #6) (Рэй);

1992 год
- Cooking Papa (Кадзуми Арайва);
- Син-тян (ТВ) (Action Kamen);
- Bastard!! (Гара);
- Super Zugan (Бабапуро);
- Papuwa (Ито);
- Yuu Yuu Hakusho TV (Тогуро-младший);

1993 год
- Kyouryuu Wakusei (Хару);
- Драгонболл Зет: Фильм девятый (Боджек);
- Син-тян 1993 (фильм #01) (Action Kamen);
- Bad Boys (Хидэнори Данно);
- Маленькие спасатели OVA-3 (Рюдзиммару);

1994 год
- Мобильный воин Джи-ГАНДАМ (Расец);
- Dokyusei - Natsu no Owari ni (Мастер);
- Samurai Spirits: Haten Gouma no Shou (Ван-Фу);
- Otaku no Seiza (Братья Домру);
- Рыцари магии (ТВ-1) (Церес);
- Wild 7 (Хэбопи);

1995 год
- Драгонболл Зет: Фильм двенадцатый (Джанэмба);
- Рыцари магии (ТВ-2) (Церес);
- Уличный боец II (ТВ) (Гайл);
- Призрак в доспехах (Начальник 6-го Отдела Накамура);

1996 год
- Мобильный воин ГАНДАМ: Восьмой взвод МС — OVA (Терри Сандерс)
- Драгонболл БП (ТВ) (Сю)
- Видение Эскафлона (ТВ) (Варгас)
- Hurricane Polymar (Нова)
- Chouja Reideen (Бог Рэйдин)

1997 год
- У истоков Творения - Библейские истории (Моисей (взрослый))
- Рыцари магии OVA (Церес)
- Маленькие спасатели (ТВ-3) (Рюдзимару)
- Берсерк (Адон)
- Shinkai Densetsu Meremanoid (Фазер)

1998 год
- Воскрешение ниндзя (Дзюбэй Ягю)
- Легенда о Басаре (Какудзи)
- Ковбой Бибоп (ТВ) (Домино (17 серия))
- Покемон (фильм 01) (Камекс (Бластойз))
- Мобильный воин ГАНДАМ: Восьмой взвод МС — Фильм (Терри Сандерс)
- Едок 98 (Президент Грант)

1999 год
- Какюсэй (ТВ) (Садаока);
- Большой О (Дан Дастун);
- Kaitouranma: The Animation (Тэссюсай Татэока);

2000 год
- Детектив Конан OVA-1 (Райдзо Минэ);
- Син-тян 2000 (фильм #08) (Action Kamen);
- Видение Эскафлона — Фильм (Отец Вана);
- Baby Felix (Буру);

2001 год
- Земная Дева Арджуна (Онидзука);
- R=D (Братья Домуру);
- В джунглях всё было хорошо, пока не пришла Гуу (Тёро);
- Территория отверженных (ТВ) (Джеймс Линкс);
- Inochi No Chikyuu: Dioxin No Natsu (Мэр);
- Blue Remains (Таймин Дуо);
- Солдаты будущего (Кудо);
- Махороматик: Автоматическая девушка (Лидер);
- Рэйв Мастер (Король);

2002 год
- Guilstein (Охаси);
- В джунглях всё было хорошо, пока не пришла Гуу 2 (Тёро);
- Махороматик: Еще больше прекрасного! (Дон Веспар);

2004 год
- Трансформеры: Энергон (Примус);
- Робот Геттер (ТВ-4) (Тамонтэн);
- Сказания Фантазии (Марс);

2005 год
- Трансформеры: Сила Галактики (Примус);
- Десять храбрых воинов Санады — Фильм (Сэйкай Миёси-нюдо);
- Десять храбрых воинов Санады (ТВ) (Сэйкай Миёси-нюдо);
- Angel Heart (Умибодзу);
- Touhai Densetsu Akagi: Yami ni Maiorita Tensai (Ясуока);

2006 год
- Naikaku Kenryoku Hanzai Kyousei Torishimarikan Zaizen Jotaro (Кодзи Утияма);
- Призрак в доспехах: Синдром одиночки — Фильм (Шеф Накамура);
- Люпен III: Семидневная Рапсодия (спецвыпуск 18) (Вице-президент);
- Sumomomo Momomo: Chijou Saikyou no Yome (Ункэн Инудзука);

2007 год
- Морская Невеста (ТВ) (Папа Луны);
- Боги-машины: Формула гигантов (Зион Олдридж);

2008 год
- Кулак Северной Звезды — Фильм (2008) (Гурума);
- Морская Невеста OVA (Папа Луны);

2009 год
- Sengoku Basara (Сингэн Такэда);
- Shin Mazinger Shougeki! Z-Hen on television (Кросс / Голос за кадром);
- Halo Legends (Старший Мастер [The Package]);

2010 год
- Люпен III: Последняя работа (спецвыпуск 21) (Андре);
- Mudazumo Naki Kaikaku: The Legend of Koizumi (Буш-старший)

2015 год
- Ore Monogatari!! (Ютака Года)

2016 год
- One Piece. Большой куш (Кайдо)

2021 год
- «Дракон в поисках дома» (отец Летти)